# 波号第二百十二潜水艦
波号第二百十二潜水艦（はごうだいにひゃくじゅうにせんすいかん）は、日本海軍の未成潜水艦。波二百一型潜水艦の12番艦。戦後海没処分された。

## 艦歴
マル戦計画の潜水艦小、第4911号艦型の12番艦、仮称艦名第4922号艦として計画。1945年4月10日、川崎重工業本社艦船工場で起工。
6月7日、波号第二百十二潜水艦と命名されて波二百一型潜水艦の12番艦に定められ、本籍を舞鶴鎮守府と仮定。15日、艤装員事務所を神戸川崎造船所内に設置し事務を開始。25日、進水。
終戦時未成。8月17日、工事中止が発令され工程99%で工事中止。運転諸公試が未済で引渡し直前の状態だった。
1946年4月16日、もしくは5月6日、紀伊水道でアメリカ海軍により海没処分された。

## 艤装員長
1. 木村八郎 大尉：1945年6月15日 - 1945年8月15日